# Бань чунг

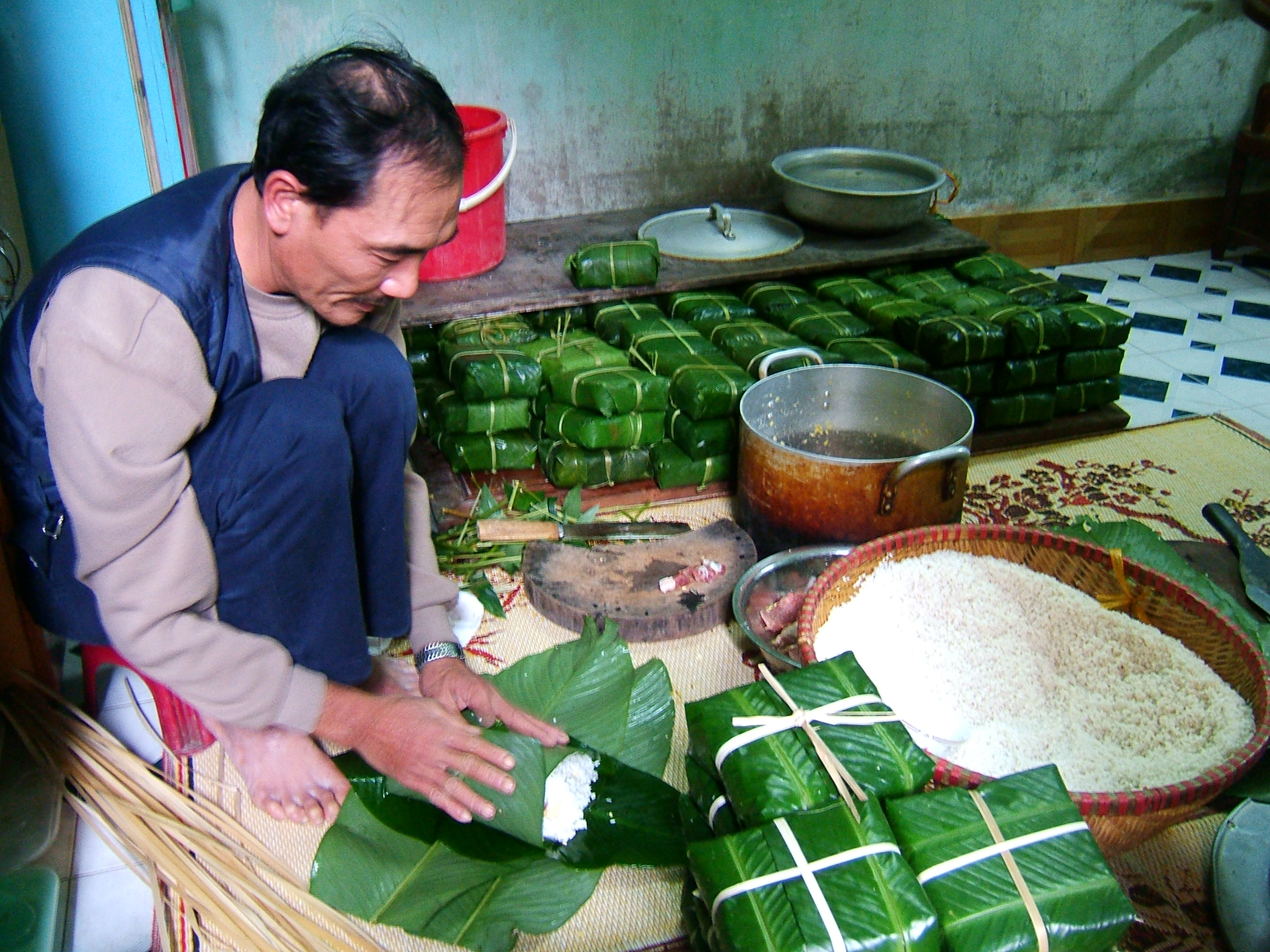
Згортання бань чунга без форми

Варений на пару пиріг, бань чунг (в'єт. Bánh chưng) — страва в'єтнамської кухні, пиріг з клейкого рису, бобів мунг і свинини. Його походження пояснюється в легенді про Ланг Льєу, спадкоємця шостого хунгвионга. Він став наступним хунгвионгом завдяки тому, що створив бань чунг і бань зей, які символізують Небо і Землю. Приготування і вживання бань чунгу біля сімейного вівтаря в Тет - широко поширена традиція в'єтнамців. Бань чунг їдять не тільки на Новий рік, він є делікатесом і символом в'єтнамської кухні, разом з нем ран  і фо.

## Складники та приготування
Обов'язкові інгредієнти бань чунга - клейкий рис, боби мунг, смажена свинина, чорний перець, сіль. Іноді в страву додають зелену цибулю. Приправою служить ныокмам . Пиріг завертають у смужки листя ла зонг, іноді для цього використовується форма. Бань чунг можна загортати також в листя бананової пальми або, наприклад, Terminalia catappa . Листя повинні бути ретельно вимиті, для пом'якшення їх вимочують у солоній воді або обдають парою.
Для приготування бань чунгу зазвичай вибирають дорогі якісні продукти. Боби мунг вимочують у воді дві години, а рис - 12-14 годин. Свинина зазвичай вибирається жирна, так як вона краще поєднується зі смаком рису і мунг. Свинину ріжуть на великі шматки, потім натирають перцем, цибулею або ніокмамом. У Бакніні був поширений рецепт з додаванням цукру.
При приготуванні бань чунгу, спершу з листя банана роблять квадратну форму, в яку накладають клейкий рис, боби мунг, свинину, і ще шар рису. Потім пиріг ретельно загортають у листя і зав'язують відокремленими тонкими смужками. Щоб пиріг не запліснявів, його обертають дуже ретельно.
Після попередніх приготувань бань чунг розкладають в горщику, наповнюють його водою, а потім варять кілька годин. Прилеглий до листя рис при цьому зеленіє . Для отримання зеленого кольору бань чунгу, деякі виробники навіть поміщають в горщик до бань чунгів електроліти .
Бань чунг ріжуть на 8 частин відокремленими від листя тонкими смугами.  Баньтьинг зазвичай подають з маринованими цибулинами, овочами, в'єтнамською шинкою та рибним соусом. Разгорнутий бань чунг залишається їстівним ще кілька днів , а нерозгорнутий - два тижні .

## Галерея

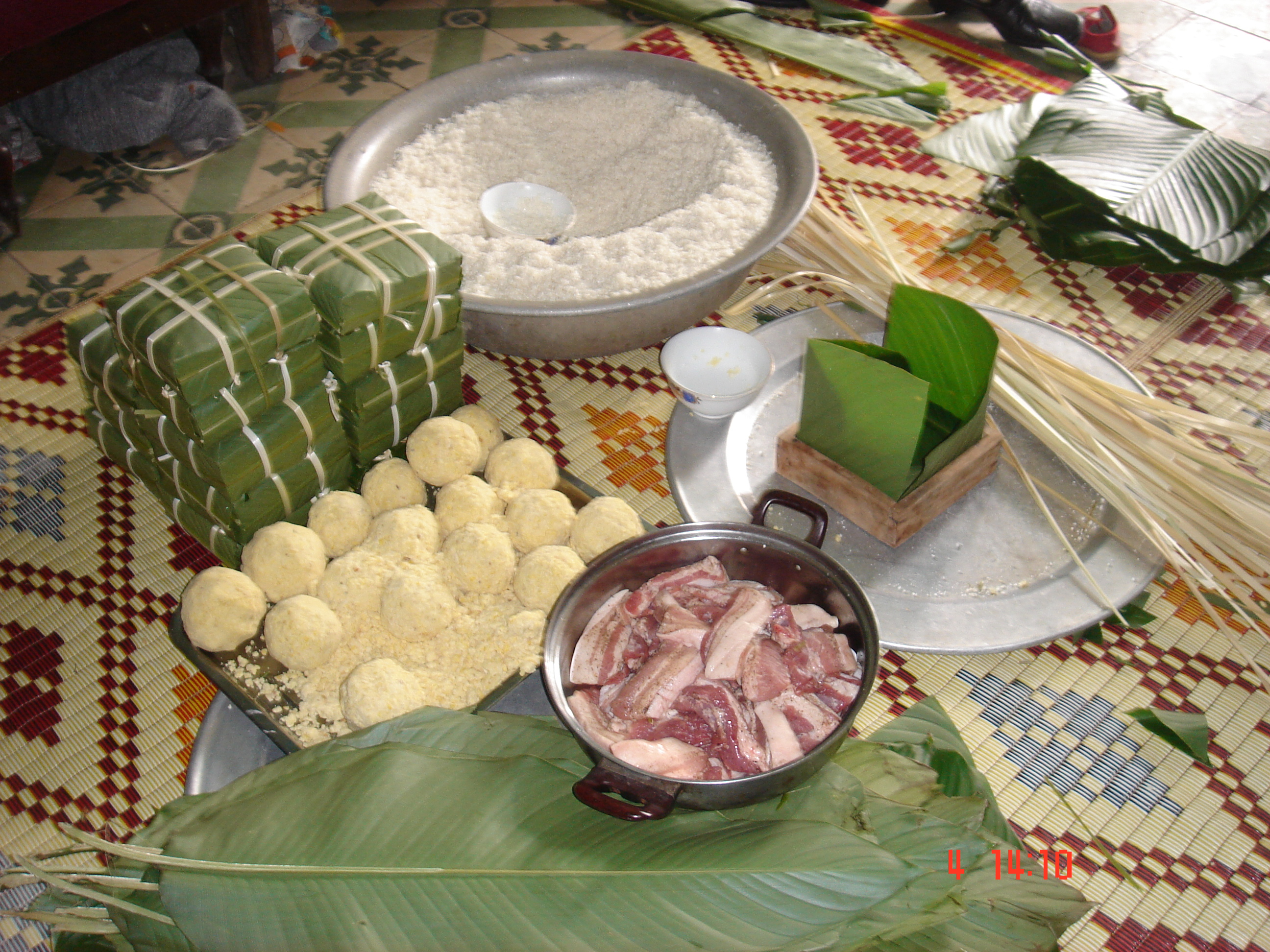
Інгредієнти для бань чунгу
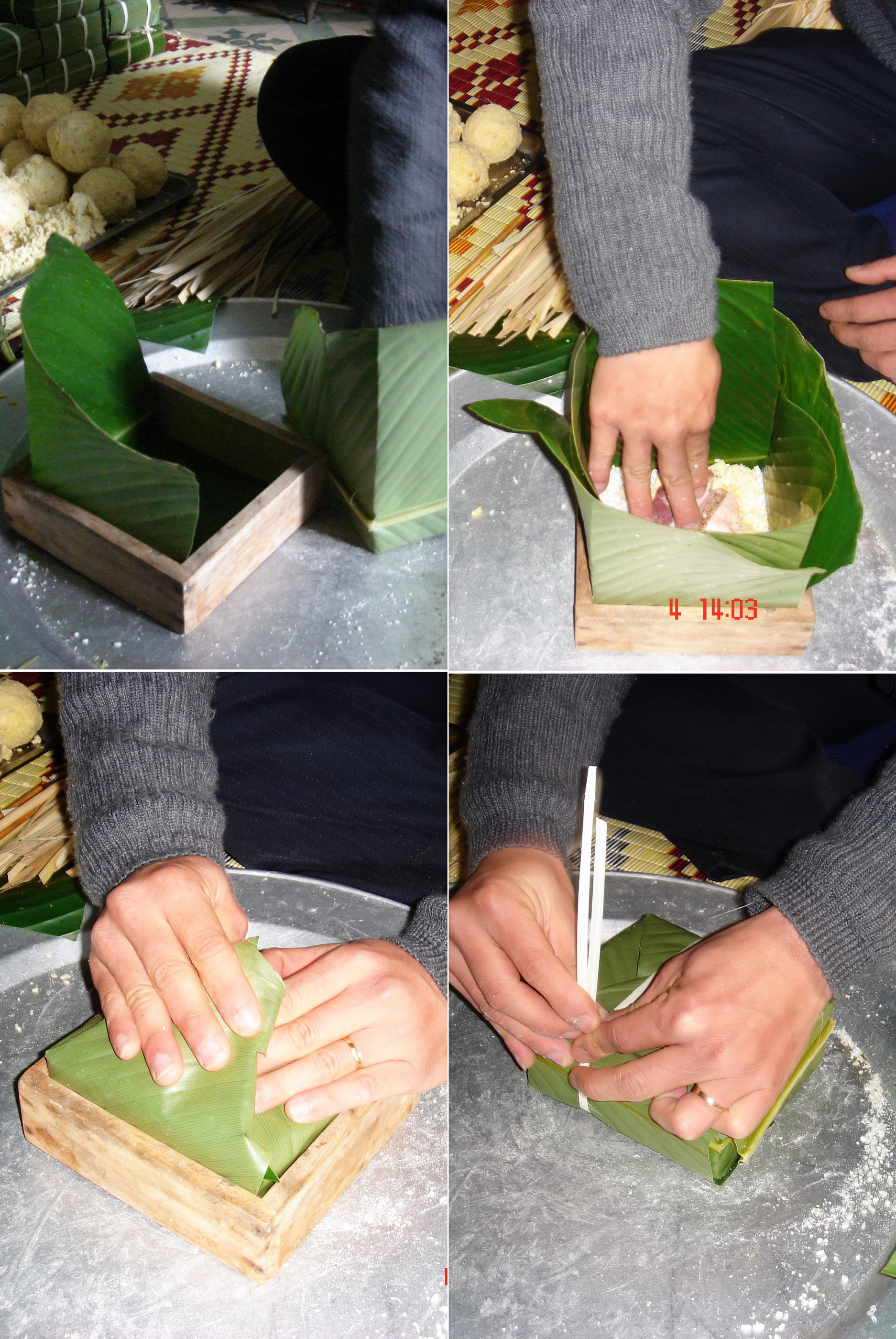
Згортання бань чунгу з формою
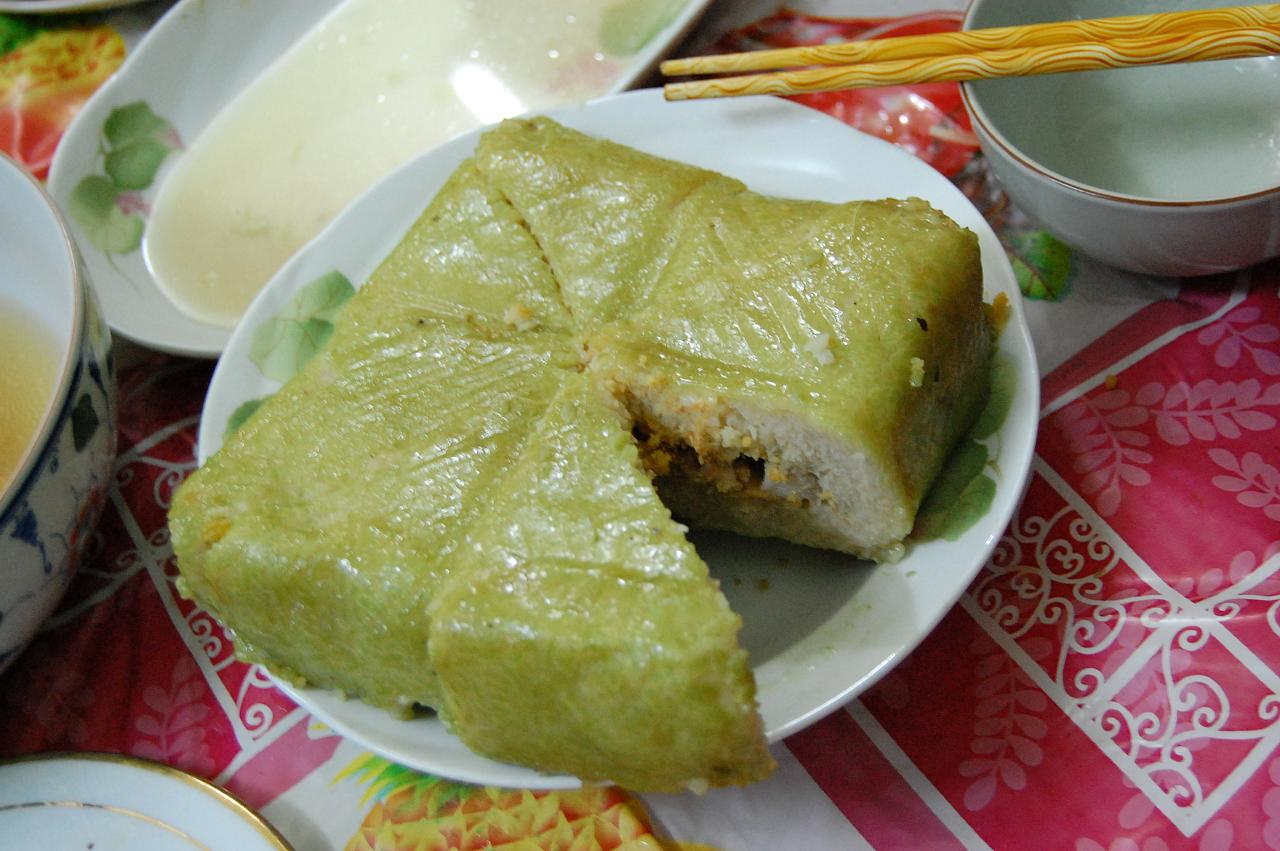
Розгорнутий бань чунг, розрізаний на 8 частин і готовий до подачі на стіл
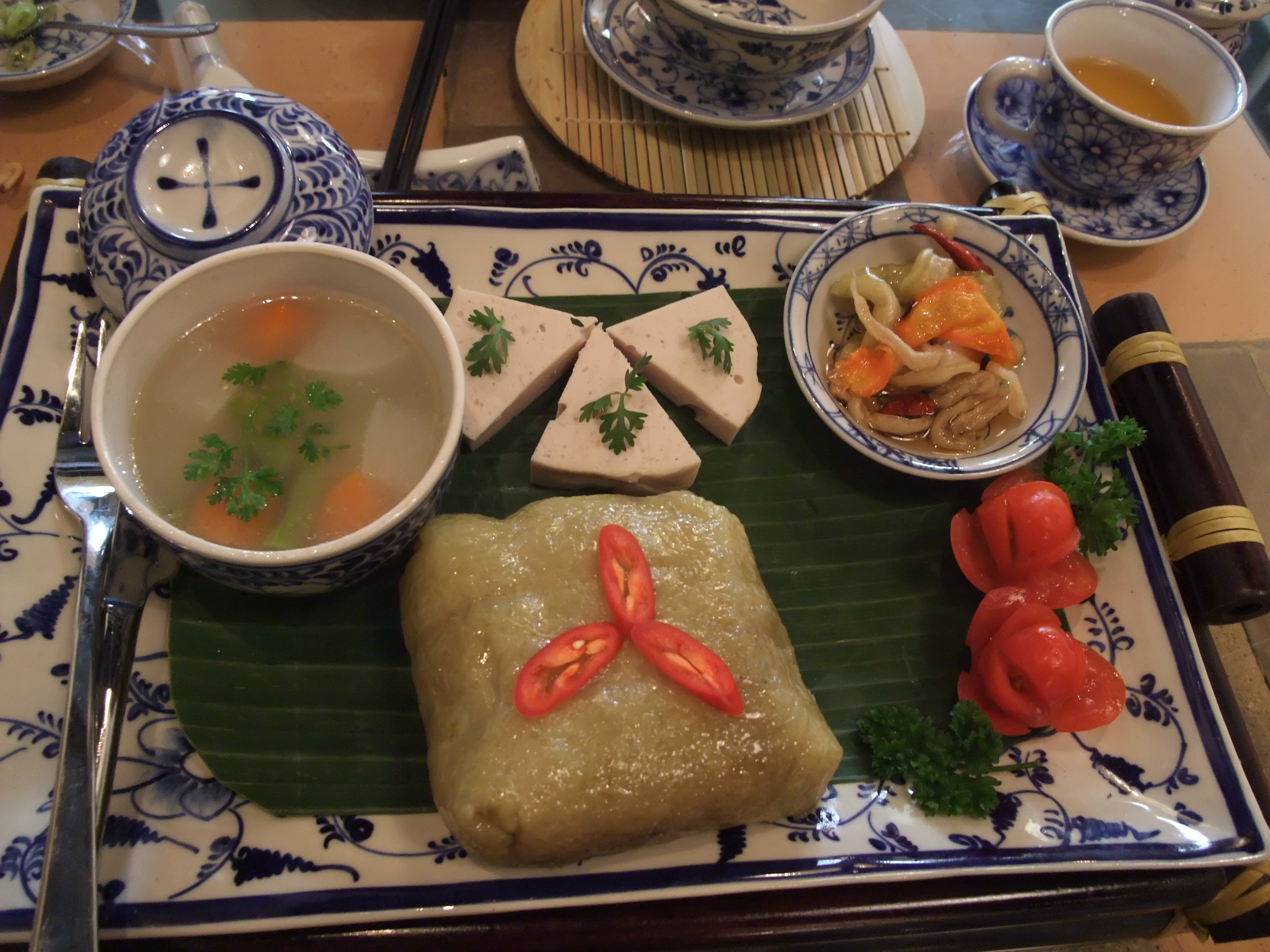
Бань чунг з зелуа

## Історія та традиції
Бань чунг здавна вважався обов'язковим елементом зустрічі Нового року, що відображено у відомому дуйляні: .
 Жирне м'ясо, солону цибулю, червоні дуйлянь 
 Новорічне дерево, хлопавки, зелені бань чунг
Оригінальний текст (в'єтн.)
[Thịt mỡ, dưa hành, câu đối đỏ  
  Cây nêu, tràng pháo, bánh chưng xanh] Помилка: [undefined] Помилка: {{Lang}}: немає тексту (допомога): текст вже має курсивний шрифт (допомога)
— 

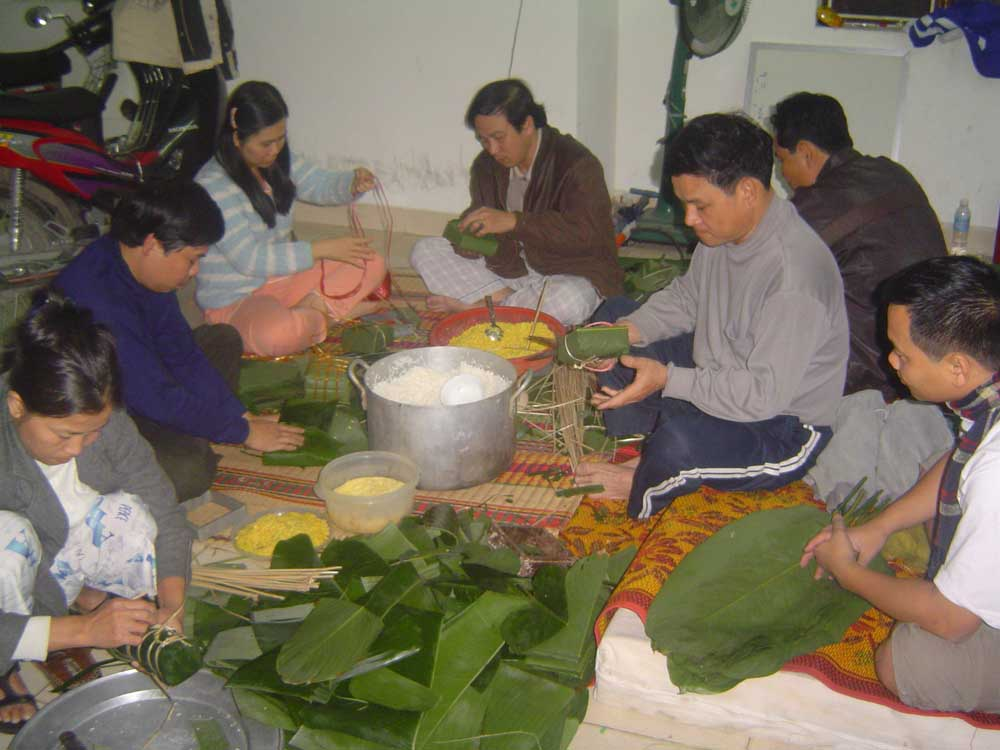
В'єтнамська сім'я загортає бань чунг

Традиційно бань чунг для Тета починають готувати 27 або 28 грудня. Всі члени сім'ї займаються приготуваннями: миттям листя, натиранням свинини прянощами, варінням бобів мунг, та найважливішим - загортанням начинки в листя і варінням. Бань чунг потрібно варити від 10 до 12 годин, сім'я в цей час сидить у киплячого казана . У сільській місцевості для бідних мешканців за місяць до Тета збирають гроші в фонд хо бань чунг (họ bánh chưng) пізніше кошти розподіляються між членами фонду, так, щоб у кожного на новорічному столі стояв бань чунг .
У XXI столітті традиція самостійного приготування бань чунгу поступово вмирає, так як сім'я стала менше розміром, і у її членів немає часу на те, щоб готувати. Замість цього в'єтнамці стали відвідувати магазини, де можна купити готові бань чунг, або замовляти їх у сімей, які спеціалізуються на їх виготовленні. Таким чином, бань чунг - це обов'язковий компонент зустрічі Нового року, але це більш не чисто сімейний продукт . Деякі села останнім часом прославилися приготуванням бань чунгу. .
Щорічно в День поминання королів Хунг в храмі Хунг (Футхо) проводиться змагання в приготуванні пирогів бань чунг і бань зей. Учасники представляють дев'ять регіонів, в тому числі Лаокай, Ханой і Кантхо; їм видають 5 кг рису, боби і кілограм свинини, з цих інгредієнтів потрібно приготувати 10 бань чунгів за 10 хвилин. Бань чунг команди-переможниці покладають на вівтар свята.

## Різновиди

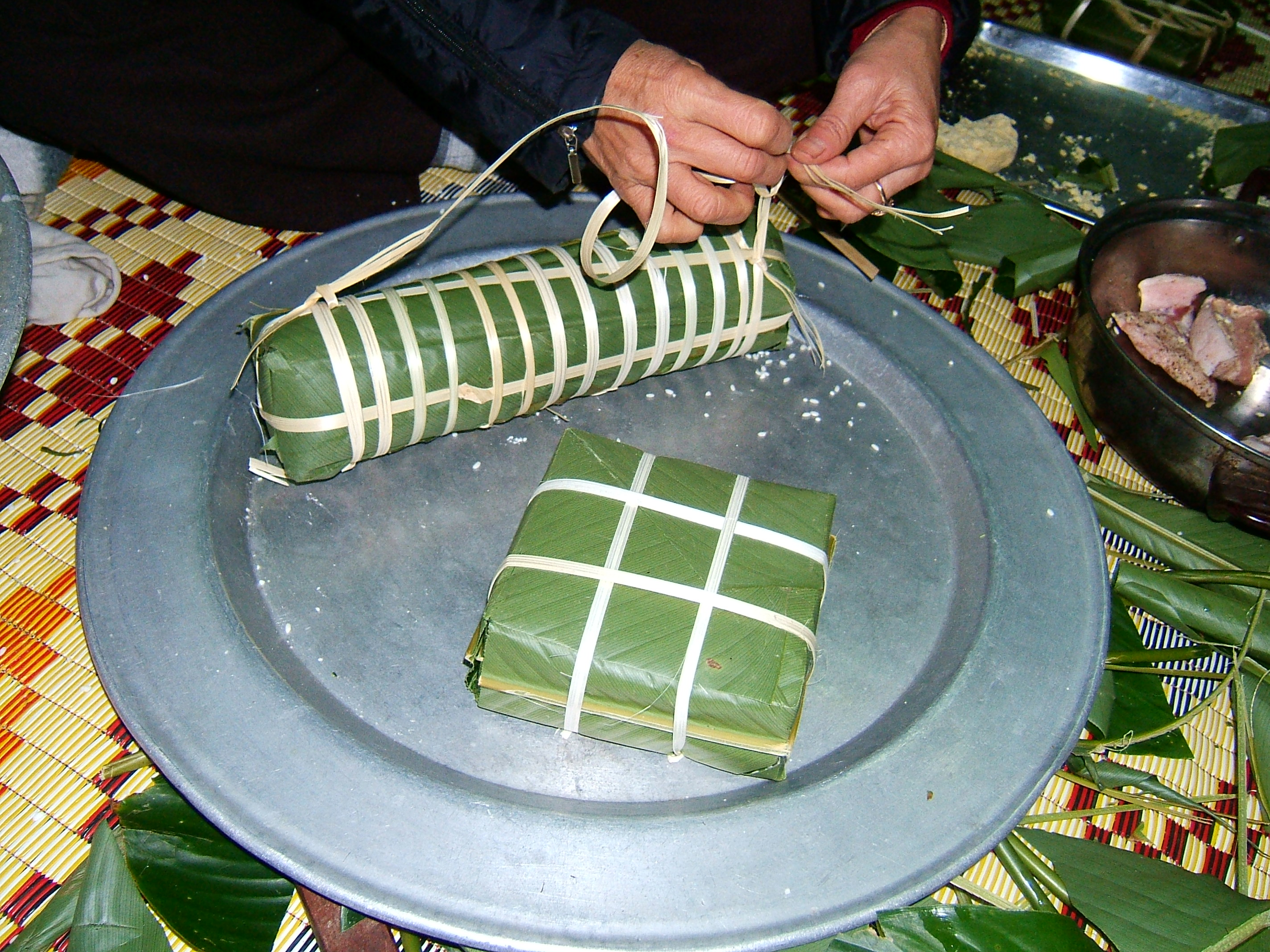
Квадратний бань чунг і циліндричний бань тет

Хоча зазвичай бань чунг їдять теплим, його іноді підсмажують, така страва називається бань чунг ран (в'єт. bánh chưng rán).
У деяких районах замість бань чунгу готують бань тет, циліндричний пиріг з аналогічною бань чунгу начинкою. На півночі країни бань тет називають бань тей (в'єт. bánh tày) або бань чунг зай (в'єт. bánh chưng dà (довгий бань чунг)).. Бань тей готують з меншою кількістю бобів і свинини, або ж зовсім без свинини, тому він зберігається довше. Бань тей також можна порізати на шматочки і підсмажити. Народ санзіу виготовляє особливі бань чунги з гребенем посередині, вони називаються бань чунг гу. Бань чунг  гу загортають не тільки в ладонг, але і в рослину  латіт (в'єт. lá chít).
Існують веганські бань чунги для буддистів: бань чунг тяй (в'єт. bánh chưng chay) і бань чунг нгот (в'єт. bánh chưng ngọt), вони начиняються мелясою і коричневим цукром замість свинини . Рис для їх приготування іноді змішують з гаком, для того, щоб пиріг придбав червоний колір. У давнину бань чунг нгот готували в бідних сім'ях, які не могли собі дозволити купити свинину. Замість неї в пиріг клали кардамон, чорний перець та боби мунг, готову страву вживали з мелясою.